# Coleção de selos

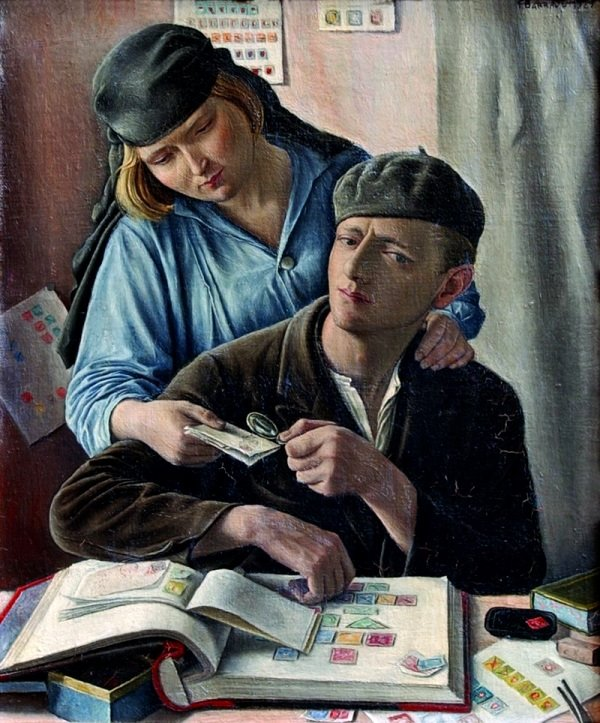
Le Philateliste por Francois Barraud (1929).

Coleção de selos é uma coleção de selos postais e objetos relacionados, tais como covers (envelopes ou pacotes com selos sobre eles). É um dos mais populares passatempos do mundo, com estimativas do número de colecionadores chegando até 20 milhões só nos Estados Unidos.

## Coleção
Coleção de selos não é o mesmo que filatelia, que é o estudo dos selos. Um filatelista pode, mas não precisa, colecionar selos. Muitos colecionadores casuais de selos acumulam selos por pura diversão e relaxamento, sem se preocupar com os pequenos detalhes. A criação de uma grande ou coleção completa, no entanto, podem exigir algum conhecimento filatélico.
Os selos postais são frequentemente colecionados por seu valor histórico e aspectos geográficos e também por muitos temas diferentes que têm sido descritos neles, variando de navios, cavalos, pássaros, Reis, Rainhas e Presidentes. Não importa qual o seu interesse, quase sempre há selos que irão complementa-lo .
Colecionadores de selos são uma importante fonte de renda para alguns países que criam séries limitadas de selos elaborados, projetados principalmente para ser comprado por colecionadores de selos.
Os selos produzidos por estes países podem exceder as necessidades postais dos países, mas pode também ter característica atrativa topical designs que muitos colecionadores gostariam de ter no seu álbum de selos.

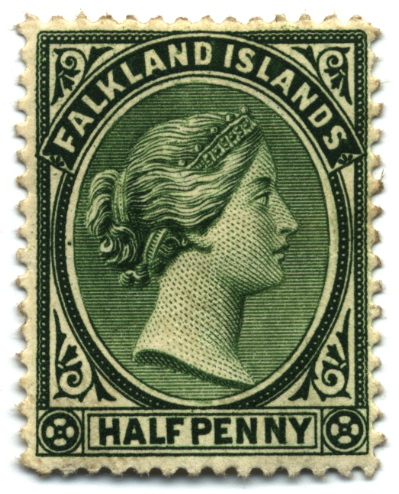
Perfil da rainha Vitória foi a parte mais importante em selos do século XIX do Império Britânico; aqui no meio centavo das Ilhas Falkland, 1891

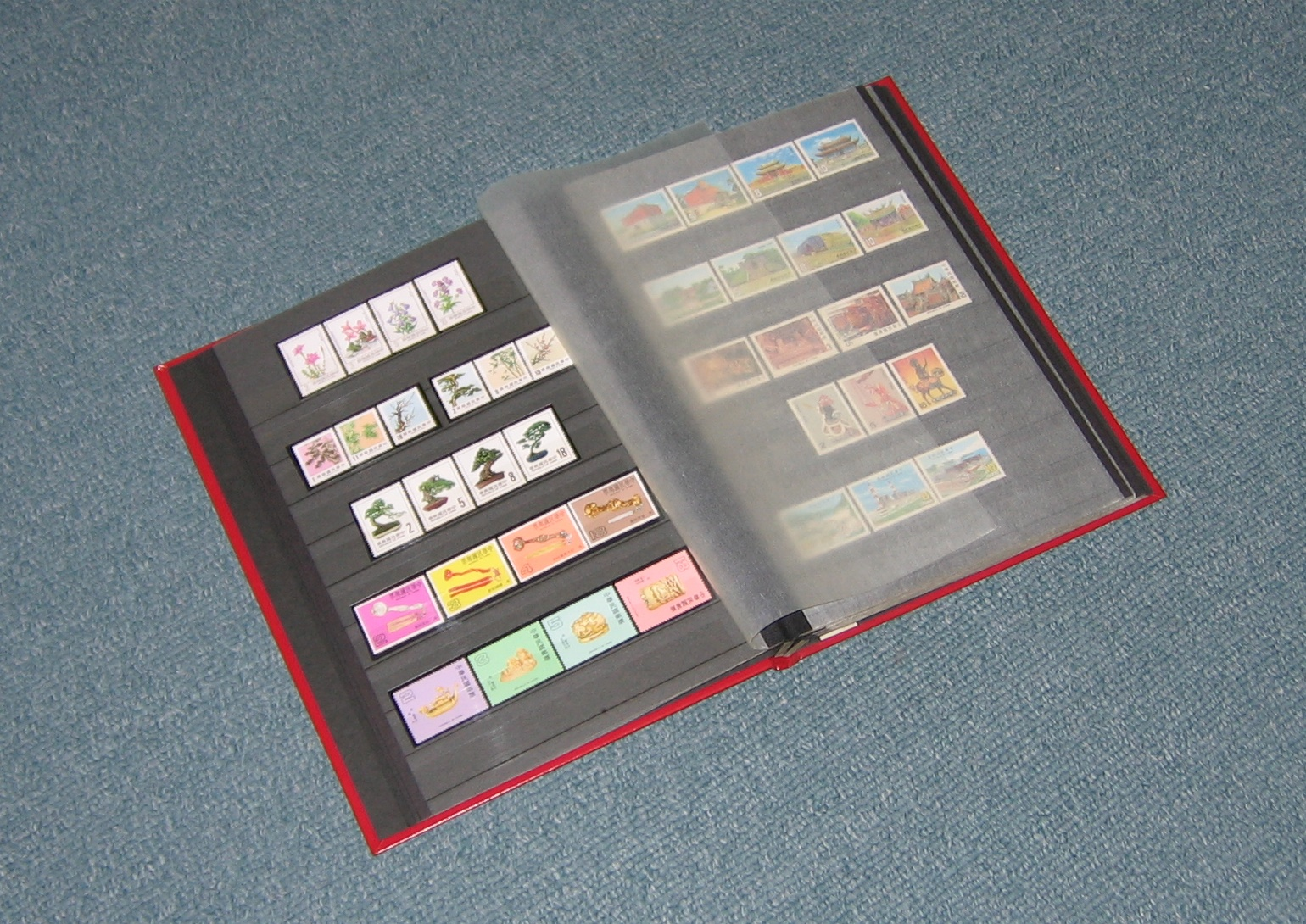
stockbook arquivado com bolsas de plástico para limpar o selos: um dos mais seguros meios de armazenamento de selo
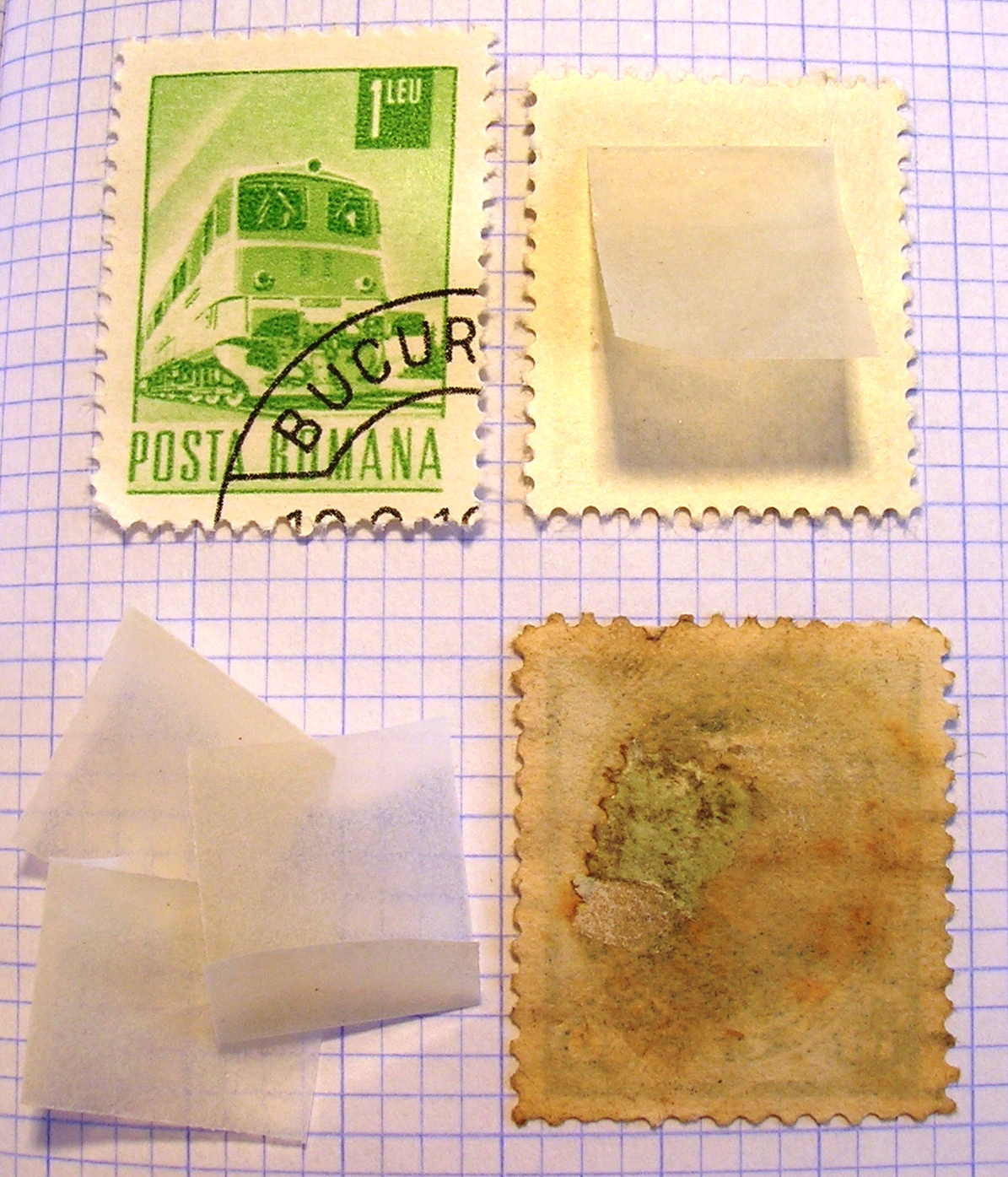
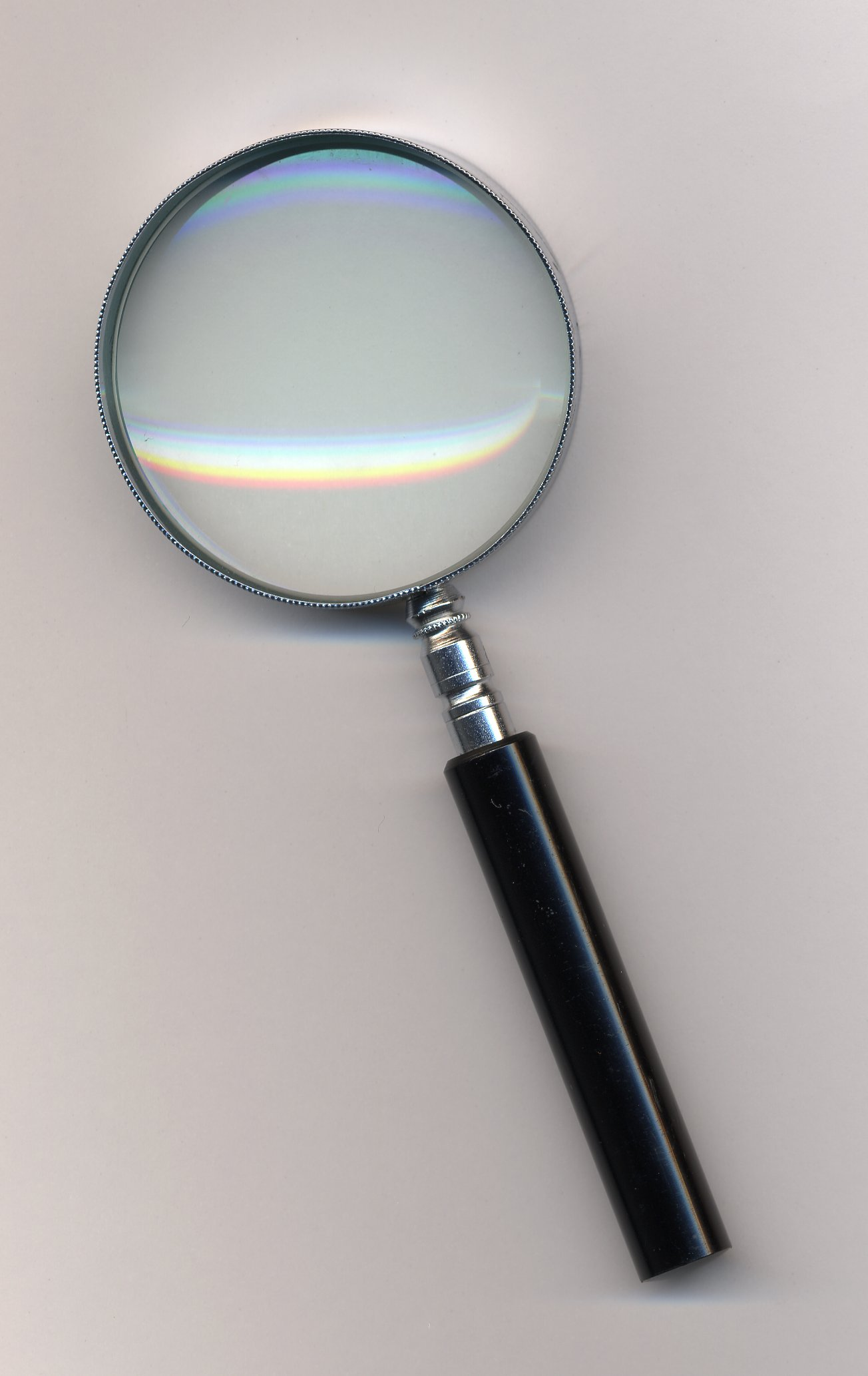
Lupa
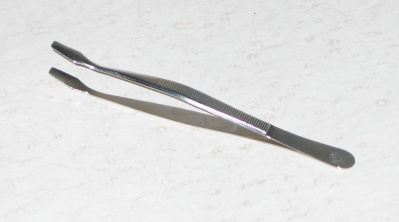
pinça selo com pontas arredondadas, para evitar danos do óleo da pele  e manipulação áspera.

## Por região/país
Ver também a lista de entidades que tenham emitido selos postais.
- Australásia
- Ásia:  China, Japão, Hong Kong, Índia, Indonésia, Malásia, Filipinas, Estreito Assentamentos
- França e colônias
- Israel
  - «Federação Israel Catálogo Filatélico»
- América Latina
- Portugal e colônias
- Mundo Árabe
- Canadá
  - «Postal Arquivos canadense». uma coleção virtual de selos canadenses
- Rússia, USSR
  - União Soviética catálogo de selo (ou CPA catálogo)
- Antartica
- Grã Britanha e Comunidade Britânica
  - «site Barbados Serviço Postal colecionadores»
- Hungria
- Itália
  - «free Italian Stamps Catalogue»
- África
- E.U.
- Caribenho
- Nova Zelândia
  - «Auckland City Selos - Nova Zelândia Selos»
  - «Len Jury Catálogo Online»
  - «Stamps NZ Catálogo Online»
- Cidade do Vaticano

### Por tema ou tópico
Coleção temática é muito popular entre os colecionadores de selo. Desta forma apenas selos sobre um determinado tema ou tópico é reunido dessa forma, com base numa ampla coleção.

## Como iniciar sua coleção de selos
Diversas são as maneiras de se iniciar uma coleção. Uns iniciam com selos retirados das correspondências da família ou recebidos como herança de algum parente filatelista que deixou uma coleção. Outros começam comprando os selos nas Agências dos Correios ou em casas comerciais especializadas.
Na hora de decidir como você vai montar sua coleção de selos, é preciso criatividade para pensar como ela será desenvolvida. Você pode escolher o tema que mais gostar: esportes, artes, cidadania, ecologia, personalidades, meios de transporte, aviação, fatos históricos, educação, entre outros, e ilustrar a coleção com selos do Brasil e de outros países.
Para ser um bom colecionador, é fundamental que você conheça, também, um pouco da história das comunicações e do selo postal.
Dicas importantes para quem coleciona selos:
1. Não pegue os selos com as mãos. Use sempre uma pinça especializada. Guarde-os com todo cuidado, pois são peças valiosas para sua coleção.
2. Nunca arranque um selo usado do envelope. Encha uma vasilha com água até a metade e coloque os pedaços de envelope com selos de cabeça para baixo. Em alguns minutos, os selos começarão a desgrudar dos envelopes. Vá retirando-os, um a um, e colocando-os com a face virada para baixo, em cima de uma folha de jornal, para que sequem. Atenção antes de soltar selos de cartas antigas consulte um filatelista experiente. Muitas vezes os selos sobre envelopes podem ter alto valor comercial
3. Depois de secos, pegue um a um e verifique se os picotes estão perfeitos. Os selos não podem estar rasgados ou cortados, nem raspados no verso, rabiscados a caneta. Separe os estragados daqueles que estão em perfeito estado.Não coloque selos estragados na coleção em hipotese alguma.
4. Se o selo for auto-adesivo, ele deve ser recortado do envelope com uma margem de segurança, para não correr o risco de estragar.
5. Ao destacar um selo, cuidado para não estragar os picotes. Selos sem picotes também existem.
6. Para guardá-los, adquira um álbum próprio, chamado de classificador, numa loja de comércio filatélico. Nunca use album de fotografia para guardá-los.
7. Não cole os selos em cadernos ou em outro material. Adquira os suportes adequados (hawid) nas lojas de comerciantes filatélicos.
8. Procure saber como outros colecionadores cuidam de suas coleções e como fazem para obter ou comprar selos diferentes, às vezes raros. Associe-se a um clube filatélico, para manter contato com outros colecionadores.